# Оберне (кантон)
Оберне́ (фр. Obernai) — кантон у Франції, в департаменті Нижній Рейн регіону Ельзас.

## Склад кантону
Кантон включає в себе 10 муніципалітетів:
| Муніципалітет  | Площа | Населення, осіб | Рік  |
| -------------- | ----- | --------------- | ---- |
| Бернардсвіллер | 5,53  | 1411            | 2007 |
| Бургайм        | 2,83  | 409             | 1999 |
| Вальфф         | 10,91 | 1281            | 1999 |
| Гоксвіллер     | 3,30  | 806             | 2009 |
| Зельвіллер     | 8,79  | 723             | 1999 |
| Інненайм       | 6,24  | 1015            | 1999 |
| Кротергерсайм  | 6,37  | 1590            | 1999 |
| Местрацайм     | 12,82 | 1302            | 1999 |
| Нідерне        | 11,33 | 1238            | 1999 |
| Оберне         | 25,78 | 10471           | 1999 |

## Консули кантону
| Період    | Консул          | Посада                             |
| --------- | --------------- | ---------------------------------- |
| 1979—1992 | René Dubs       | Колишній мер муніципалітету Оберне |
| 1992—1998 | Hugues Hartleyb | Мер муніципалітету Оберне          |
| 1998—2011 | Bernard Fischer | Мер (з 2001) муніципалітету Оберне |

| Франція | Це незавершена стаття з географії Франції. Ви можете допомогти проєкту, виправивши або дописавши її. |